# Хумппила
Ху́мппила (фин. Humppila) — община в провинции Канта-Хяме на юге Финляндии. Общая площадь территории — 148,59 км², из которых 0,65 км² покрыто водой.

## Демография
На 31 января 2011 года в общине Хумппила проживало 2511 человек: 1273 мужчины и 1238 женщин.
Финский язык является родным для 98,76 % жителей, шведский — для 0,2 %. Прочие языки являются родными для 1,04 % жителей общины.
Возрастной состав населения:
- до 14 лет — 17,24 %
- от 15 до 64 лет — 61,41 %
- от 65 лет — 21,15 %

Изменение численности населения по годам:
| Год  | Численность |
| ---- | ----------- |
| 1990 | 2707        |
| 1995 | 2679        |
| 2000 | 2586        |
| 2005 | 2600        |
| 2010 | 2506        |
| 2015 | 2388        |
| 2020 | 2174        |